# Steve (phénomène atmosphérique)
Pour les articles homonymes, voir Steve.

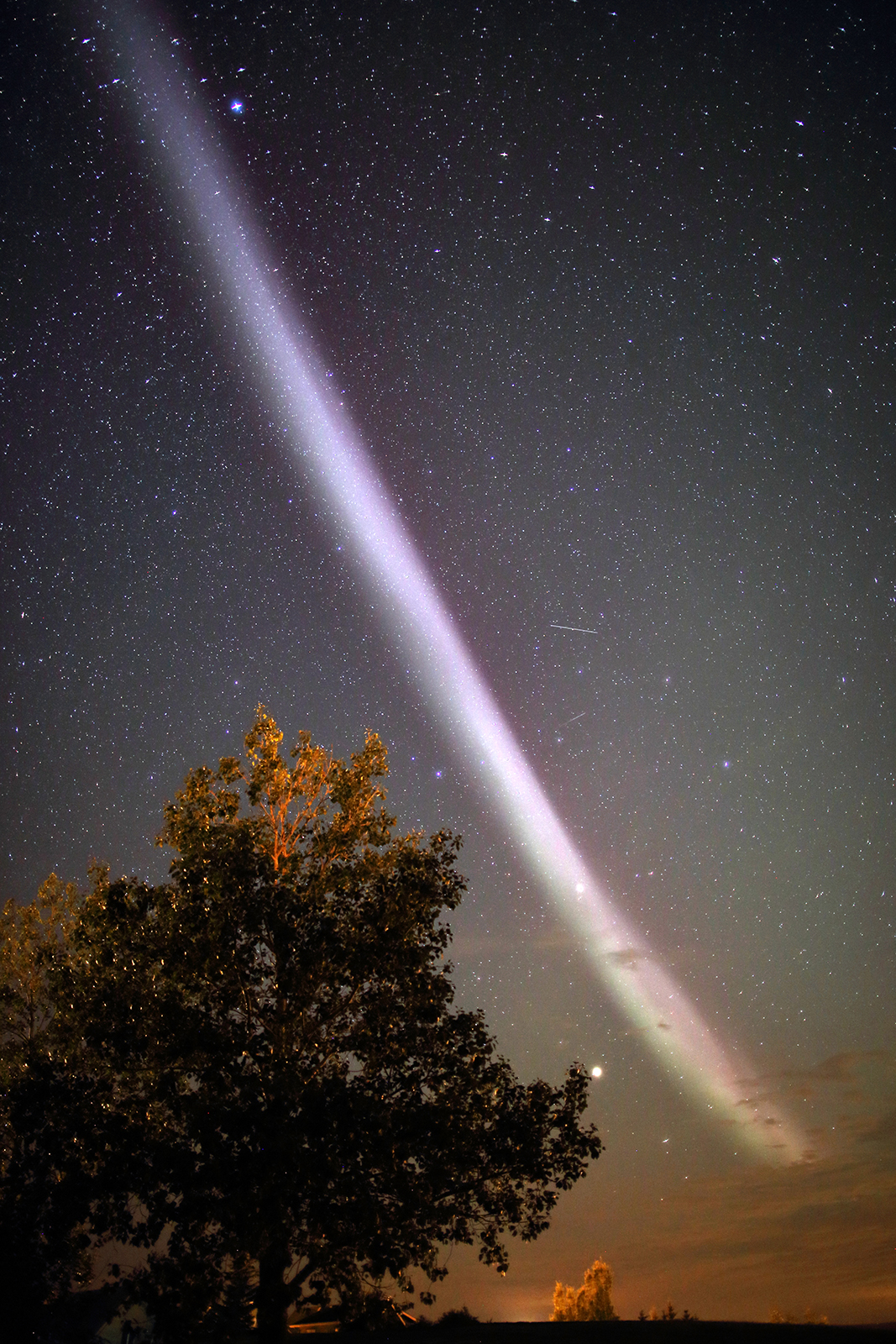
Observation terrestre du phénomène steve.

Un steve, sigle de strong thermal emission velocity enhancement (« forte augmentation de la vitesse d'une émission thermique »[réf. souhaitée]), ou ruban auroral est un phénomène lumineux signalé à partir de 2015. Il se présente sous la forme d'un mince ruban brillant violet associé à du vert, adoptant un alignement est-ouest.

## Description
L'aspect d'un steve rappelle celui d'une aurore polaire, bien qu´il soit observé en deçà de la latitude 65°, limite basse habituelle de la zone aurorale. Au contraire d'une aurore polaire, provoquée par la collision de particules en provenance du Soleil et de molécules en haute atmosphère, le steve serait plutôt dû à un champ électrique parallèle au champ magnétique de la Terre.
Les steves sont généralement observés avant le minuit magnétique et la durée du phénomène est de l'ordre de l'heure. Le processus conduisant à sa formation est inconnu, mais plusieurs hypothèses sont envisagées, dont la précipitation de protons d'énergies inférieures à 50 eV, la précipitation d'électrons (en) en dessous de 800 km ou un phénomène ionosphérique.
Selon l'analyse des données satellites de la mission SWARM de l'Agence spatiale européenne (ESA), le phénomène est causé par un ruban de plasma chaud de 3 000 °C large de 25 km à une altitude de 450 km, s'écoulant à une vitesse de 6 km/s (contre 10 m/s à l'extérieur du ruban). Le phénomène n'est pas rare, mais n'a pas été étudié et décrit scientifiquement avant 2015,.